# Thalma de Oliveira
Thalma de Oliveira (São Paulo, 1 de fevereiro de 1917 — São Paulo, 7 de junho de 1976) foi um jornalista, radialista, dramaturgo, autor de telenovelas, poeta e roteirista brasileiro.

## Biografia
Ele era filho do campineiro Ricardo de Oliveira, contador e terceiro presidente do Sport Club Corinthians Paulista, e Hermínia Galiano, paulistana filha de imigrantes italianos. Ficou órfão de mãe ainda na infância e seu pai teve um segundo casamento com Clorinda Galiano, sua tia materna. Era primo em primeiro grau do cineasta Rubem Biafora.

### Formação e início da carreira
Thalma iniciou seus estudos ginasiais no Liceu Pan-Americano, na rua Visconde de Ouro Preto, como aluno interno. No entanto, em 1931, aos 14 anos de idade, devido as consequências da crise de 1929, começou a trabalhar como aprendiz de tipógrafo na Tipografia Irmãos Ferraz, localizada nos baixos do viaduto Santa Ifigênia. Aos 16 anos, entrou para a Repartição de Águas e Esgotos como servente, e cinco anos depois, foi promovido a escriturário no Departamento Nacional do Café, após ser aprovado em concurso.

### Rádio
Em 1944, Thalma deixou o Departamento Nacional do Café para se dedicar exclusivamente à profissão de escritor e produtor de programas de rádio. Inicialmente, trabalhou na Rádio São Paulo, onde escreveu e produziu centenas de programas de diversos gêneros, incluindo cerca de cem novelas originais de rádio. Em 1948, passou para a Rádio Record, onde permaneceu por quinze anos, destacando-se pela série "O Crime não Compensa", iniciada por Oswaldo Moles e continuada por ele por quase dez anos, e pelo "Teatro do Outro Mundo", um programa diário de terror e assuntos sobrenaturais que durou cerca de três anos.
Dentro da série "O Crime não Compensa", Thalma criou uma série biográfica sobre Virgulino Ferreira, o Lampião, para a qual realizou uma viagem de pesquisa ao nordeste brasileiro a fim de coletar elementos autênticos e capturar a essência da cultura local.

### Direção artística e reconhecimento
Durante sua carreira na Rádio Record, Thalma aprofundou-se na profissão, tornando-se diretor artístico por mais de dois anos. Sob sua liderança, a emissora recuperou seu prestígio e preferência junto ao público, passando do oitavo para o terceiro lugar nas classificações do IBOPE. Após mais de vinte anos de atividades ininterruptas no rádio e na televisão das Emissoras Unidas, Thalma ingressou na Rádio Bandeirantes, onde trabalhou por muitos anos. Ele também colaborou intensamente com emissoras de rádio de outros estados do Brasil, transmitindo novelas em cidades do Brasil como Recife, Belo Horizonte, Curitiba e Porto Alegre.

### Outras atividades
Thalma organizou e dirigiu o Departamento de Rádio, Cinema e Televisão da empresa "Santos e Santos Publicidade", produzindo inúmeros programas de rádio e televisão. Além disso, fundou e dirigiu um estúdio de gravações de programas de rádio em fitas magnéticas, a P.R.G.L (Produções Radiofônicas Gravadas Limitada), que produziu mais de trezentos programas de todos os gêneros antes de deixar a empresa. Thalma comemorou mais de trinta anos de atividades ininterruptas como redator e produtor de rádio e televisão.

## Legado
Após sua morte, a pedido de seu amigo e radialista Vicente Leporace, o nome de Thalma de Oliveira foi atribuído a uma rua na zona leste de São Paulo, hoje conhecida como avenida Thalma de Oliveira.

## Obra
Dos milhares de programas que escreveu e produziu, destacava como mais expressivos:

### Rádio
- A série “O Crime não Compensa” pela dificuldade e importância de seu “script”, (cada programa era fruto de estudo aprofundado de um inquérito policial e processo judicial), e também pela construtiva mensagem social que continha.
- Dentro da série acima, os 21 programas sobre Lampião pela análise que teve a oportunidade de fazer do problema social do cangaço no Brasil.
- A série “Teatro do Outro Mundo” pela linguagem especial que exigia, e a aplicação de todos os recursos sonoros e sonoplásticos para a formação de um clima sobrenatural e de terror que convencesse o ouvinte.
- Uma novela especial que escreveu por imposição do anunciante (Os Maias, de Eça de Queiroz), onde a ambientação, e principalmente os diálogos que não podiam fugir à maneira de dizer de Eça, foram verdadeiros desafios à técnica de “script” do escritor.
- Uma série escrita e produzida durante o Quarto Centenário da cidade de São Paulo em colaboração com Agostinho Aguiar Leitão intitulada: “Nóbrega, o Fundador de São Paulo”, reconstituição histórica da descoberta do Brasil, da fundação da cidade e de seu desenvolvimento.
- Uma série iniciada depois de muito trabalho de pesquisa, gravação de depoimentos pessoais, etc..., e que infelizmente durou muito pouco, biografando Monteiro Lobato.
- A biografia de Tenório Cavalcanti, com elementos colhidos ao vivo na sua residência em Duque de Caxias - RJ, entrevistas gravadas e depois preparadas para inserção nos “scripts” autenticando-os assim como depoimento pessoal do biografado.
- Um programa de alfabetização pelo rádio, chamado “ABC para Você”, que estruturou, redigiu e produziu com a professora Dulce Salles Cunha Braga na rádio Record, através do qual foram distribuídas dezenas de milhares de cartilhas de alfabetização pelo Brasil todo, alcançando resultados expressivos ao obter a alfabetização de ouvintes em diversos pontos do pais, tanto pelas aulas ministradas pelo rádio, quanto pelo acompanhamento de um monitor que, com a cartilha, acompanhava os alfabetizandos em casa.
- Um programa de psicanálise com a colaboração de Vicente Augustus Carnicelli intitulado “O Estranho Mundo dos Sonhos”, onde a interpretação psicanalítica de sonhos para ser transportada para a linguagem radiofônica, exigia enorme conhecimento da técnica do “script” do escritor no que se refere aos diálogos, à própria montagem do programa e também aos recursos sonoros e à sonoplastia que criassem o imprescindível ambiente de sonho e irrealidade.
- Patrulha Bandeirantes, programa jornalístico policial que inaugurou no rádio brasileiro o estilo de apresentar a notícia de forma teatral, como se estivesse acontecendo no momento. O excepcional sucesso desse programa contribuiu junto com o famoso Trabuco (do excepcional jornalista e amigo Vicente Leporace), para que a Rádio Bandeirantes se transformasse em uma emissora especializada em notícias lançando para o mundo do rádio locutores como Gil Gomes.
- Outros programas de aspecto cultural e educacional que teve a oportunidade de escrever e produzir, bem como algumas novelas originais suas, em que debateu problemas sociais como, por exemplo uma intitulada “Perdão Professor...”.

### Televisão
• A “Academia Mullard-Pirani” na Tv Record canal 7, em que competiam alunos de vários colégios de São Paulo e que ofereceu, na época, um milhão de cruzeiros em bolsas de estudos aos participantes.
• Com sua orientação e promoção, iniciou em São Paulo a exibição de programas educacionais, audiovisuais, da Fundação João Baptista do Amaral, gravados em vídeo tape no Rio de Janeiro e retransmitidos em são Paulo pelo canal 7.
• Alguns programas de menor importância, sendo que um deles entretanto, exigiu a aplicação de muitos recursos de televisão na época parcos, intitulado “Mandrake”.

#### Telenovelas
- O Direito de Nascer, de Thalma de Oliveira e Teixeira Filho, baseada em original de Félix Caignet (1964/1965).
- O Preço de uma Vida, de Thalma de Oliveira,[1] baseada em original de Félix Caignet (1965/1966) – a história do Dr. Valcourt. (Sergio Cardoso).
- Em Busca da Felicidade (telenovela), de Thalma de Oliveira, baseada em original de Leandro Blanco (1965-1966).
- Calúnia, de Thalma de Oliveira,[2] baseada em original de Félix Caignet, dir: Wanda Cosmo (1966).
- Ciúme, de Thalma de Oliveira (1966)[3] – Estreia de Dina Sfat,[4] e Sílvio de Abreu [5] em telenovelas.

### Cinema
- Vários argumentos e diálogos. Colaborou no argumento e escreveu os diálogos do filme Absolutamente Certo,[6] produzido por Anselmo Duarte.[7]
- Escreveu o argumento e os diálogos de O Circo Chegou à Cidade (1954).[8]
- Escreveu o argumento e os diálogos de Uma Certa Lucrécia (1957),[9] produzido por Fernando de Barros.
- Escreveu, em conjunto com outros autores Copacabana Palace (1962),[10]
- Escreveu o argumento e os diálogos do filme Lampião, o Rei do Cangaço(1964),[11] produzido por Oswaldo Massaini, o que exigiu nova viagem de pesquisa nos nordeste do pais  onde permaneceu várias semanas no sertão da Bahia, na região do Raso da Catarina, para coleta de elementos, expressões típicas, entrevistas e ambientação necessárias à produção do “Script” do filme.

### Teatro
- As primeiras obras que escreveu foram para teatro (seguindo as pegadas do pai que era poeta e teatrólogo), mas não considerou nenhuma como definitiva.
- Interpretou teatro desde muito novo, mas não se dedicou a ele profissionalmente. Suas últimas atuações foram no T.B.C., no principal papel masculino de “Brief Encounter”, de Coward, ao lado de Madalena Nicols, e num papel de menor expressão em “Good Bye, little Sheeba”, ao lado de Olga Navarro e Graça Melo.

### Jornalismo
- Foi redator dos extintos vespertinos “Tablóide” e “A Platéia”, trabalhando principalmente como cronista.

### Literatura
- Concorreu ao prêmio do Governo do Estado de São Paulo com seu livro de poesias inédito Eu e o Outro.

### Música
Autor de diversas letras e músicas,
- Torrinha e Canhotinho gravaram pela RCA Victor em 1957 o primeiro disco 78 RPM, com a dança típica "Jornada de São Gonçalo" (Torrinha - Thalma de Oliveira)[12]
- Querida (Hervé Cordovil e Thalma de Oliveira)
- Sorte da Maria (Hervé Cordovil e Thalma de Oliveira) Dicionário Cravo Albin da Música Popular Brasileira[13]
- Carro de Bigode (Thalma de Oliveira / Filhinho)[14]
- Negócio de Família (Filhinho – Thalma de Oliveira – Caco Velho) Intérpretes: Isaura Garcia e Ivon Curi[15]
- Depois (Capiba e Thalma de Oliveira)[16] <

## Títulos e troféus
- Prêmio Governador do Estado em 1965, como o melhor autor do Rádio Paulista.
- Hors concours  do Troféu Roquette Pinto, com oito troféus:
  - 1951 – Produtor Radiatral
  - 1953 – Programador Geral
  - 1954 – Programador Geral
  - 1956 – Programador Musical
  - 1957 – Programador Musical
  - 1958 – Programador Musical
  - 1959 – Produtor Musical[17]
  - 1960 – Roquette Pinto especial.
- Dois prêmios “Tupiniquim” como o Melhor Escritor de sua especialidade no rádio paulista.
- Medalha e placa de prata por ter sido o redator da novela de maior sucesso na TV brasileira, O Direito de Nascer.
- Pertenceu à Academia de Letras da Faculdade de Direito da Universidade de São Paulo, como poeta, e é comendador da  Honorífica Ordem Acadêmica de São Francisco.
- Medalha comemorativa do Centenário de Rui Barbosa, como conferencista.
- Diploma de Honra do Sindicato dos Jornalistas Profissionais do Estado de São Paulo, a que pertencia desde 1952.
- Conselheiro do Instituto de Previdência do Estado de São Paulo no governo Laudo Natel.

## Outras atividades
Foi procurador-chefe da Procuradoria Judicial do Instituto de Providência do Estado de São Paulo e presidente da Comissão de Reestruturação daquele órgão.
Foi professor e fundador da cadeira de Rádio Teatro na Escola de Comunicações e Arte da Universidade de São Paulo (ECA-USP).